# Ernesto Tisdel Lefevre
Ernesto Tisdel Lefevre (* 1876; † 24. Dezember 1922) war Premierminister und der elfte Staatspräsident von Panama.
Vor seinem Einstieg in die Politik bekleidete Tisdel Lefevre mehrere öffentliche Ämter, darunter Manager eines Postbüros und Präsident der Stadtverwaltung von Panama-Stadt. Von 1918 bis 1920 fungierte er als Vizepräsident seines Landes. 
Nach dem Rücktritt Präsident Belisario Porras Barahonas am 30. Januar 1920 übernahm er noch am selben Tag dessen Amt und führte es bis zum regulären Ende der Amtsperiode am 1. Oktober 1920. Sein Nachfolger war sein Vorgänger Porras Barahona, der damit zum dritten Mal Präsident wurde.